# Zyta Gilowska
Zyta Janina Gilowska (Nowe Miasto Lubawskie, 7 juli 1949 – Świdnik, 5 april 2016) was een Pools politica en professor.

## Biografie
Gilowska studeerde economie aan de Universiteit van Warschau. Tussen 1972 en 1985 was ze assistent aan de Maria Curie-Skłodowska-universiteit, waar ze tussen 1995 en 1999 als professor aan verbonden was. In 2001 werd ze professor aan de Katholieke Universiteit van Lublin. Van 2006 tot 2007 was ze minister van Financiën in het kabinet-Marcinkiewicz.
Ze overleed in 2016 op 66-jarige leeftijd.
- Gemeinsame Normdatei: 171255240
- International Standard Name Identifier: 0000 0001 1511 9547
- Library of Congress Control Number: n96035103
- Nationale Bibliotheek van Tsjechië: mub2011626196
- Nationale Bibliotheek van Polen: a0000002882298
- Virtual International Authority File: 101725448
- WorldCat: E39PCjHp3tyDdqXHPjYFHbcmJP